# أناخاتون
أناخاتون هي قرية في مقاطعة تبريز، إيران. عدد سكان هذه القرية هو 2,052 في سنة 2006.